# روبي داندريدغ
روبي داندريدغ (بالإنجليزية: Ruby Dandridge)‏ هي ممثلة أمريكية، ولدت في 3 مارس 1900 في ويتشيتا في الولايات المتحدة، وتوفيت في 17 أكتوبر 1987 في لوس أنجلوس في الولايات المتحدة بسبب نوبة قلبية.

## أعمال

### أفلام
- (1933) كينغ كونغ[6][7]
- (1959) ثقب في الرأس

## وصلات خارجية
- روبي داندريدغ على موقع IMDb (الإنجليزية)
- روبي داندريدغ على موقع أول موفي (الإنجليزية)
- روبي داندريدغ على موقع قاعدة بيانات الأفلام السويدية (السويدية)
- روبي داندريدغ على موقع قاعدة بيانات الفيلم (الإنجليزية)
- روبي داندريدغ على موقع كينوبويسك (الروسية)